# Mallory James Mahoney
Mallory James Mahoney (Fort Worth, Texas; 31 de enero de 2005) es una actriz estadounidense, conocida por sus papeles de Destiny Baker en la serie de Disney Channel Bunk'd (2018-2024) y Ainsley Riches en la serie de Netflix On My Block (2020).

## Carrera
Mahoney expresó interés en la actuación a la edad de 4 años y luego comenzó a actuar en 2014, apareciendo por primera vez en un comercial de Chuck E. Cheese. Después de aparecer en varios cortometrajes, interpretó a Katy Cooper en la película original de Disney Channel Adventures in Babysitting en 2016, la nueva versión de la película de 1987 del mismo nombre. Ese mismo año, tuvo un papel recurrente como Megan en la serie dramática Day 5 de Rooster Teeth, y protagonizó la película dramática de Lifetime Heaven Sent.
En 2018, Mahoney comenzó a protagonizar a Destiny Baker en la serie Bunk'd de Disney Channel. Ese mismo año, comenzó a aparecer como Mally en la serie Jamall & Gerald. En 2020, interpretó a Ainsley Riches en la serie dramática adolescente de Netflix On My Block.

## Filmografía
| Año       | Título                    | Papel          | Notas                                                               |
| --------- | ------------------------- | -------------- | ------------------------------------------------------------------- |
| 2016      | Adventures in Babysitting | Katy Cooper    | Película de televisión                                              |
| 2016      | Day 5                     | Megan          | 3 episodios                                                         |
| 2016      | Heaven Sent               | Taylor         | Película de televisión                                              |
| 2018-2024 | Bunk'd                    | Destiny Baker  | Papel principal (temporadas 3-7) Dirigió: "License to Cattle Drive" |
| 2018      | Jamall & Gerald           | Mally          | Papel recurrente                                                    |
| 2020      | On My Block               | Ainsley Riches | 2 episodios                                                         |
| 2020      | Raven's Home              | Destiny Baker  | Episodio: "Raven About Bunk'd"                                      |
| 2021      | Disney's Magic Bake-Off   | Ella misma     | 2 episodios                                                         |

## Premios y nominaciones
| Año  | Premio              | Trabajo Nominado                      | Categoría                                        | Resultado | Ref.  |
| ---- | ------------------- | ------------------------------------- | ------------------------------------------------ | --------- | ----- |
| 2025 | Kids' Choice Awards | Su papel de Destinity Baker en Bunk'd | Estrella de televisión femenina favorita (niños) | Nominada  | [ 9 ] |